# 門羅鎮區 (安德森縣)
門羅鎮區（英語：Monroe Township）為位在美國堪薩斯州安德森縣的鎮區。2010年美国人口普查中該鎮區人口有349人。該鎮區於1857年設立。

## 地理
門羅鎮區涵蓋面積74.0平方（28.6平方英里），境內無城鎮設立。而安德森縣的縣治加尼特位在該鎮區西邊，與傑克遜鎮區為界。根據美國地質調查局的資料，此鎮區擁有2座墓園：加尼特墓園（Garnett Cemetery）以及朱迪墓園（Judy Cemetery）。

## 人口統計
根據2010年美國人口普查，門羅鎮區人口有349人，人口密度為4.72人/平方公里。種族組成方面，95.7%為白人；0.29%為非裔美洲人；2.01%為美洲原住民；0.29%為亞洲人；0%為太平洋島民；0%為來自其他種族；另外有1.72%來自兩個或以上的種族。而西班牙裔美國人或拉丁美洲人等其他族裔佔該鎮區人口的1.72%。

## 外部連結
- US-Counties.com
- City-Data.com （页面存档备份，存于）